# Robbie Koenig
Robbie Koenig (Durban, 5 luglio 1971) è un ex tennista sudafricano.

## Carriera
In carriera ha vinto 5 titoli di doppio. Nei tornei del Grande Slam ha ottenuto il suo miglior risultato raggiungendo le semifinali di doppio agli US Open nel 1998, e di doppio misto agli Australian Open nel 2001, a Wimbledon nel 2002 e agli US Open sempre nello stesso anno.
In Coppa Davis ha disputato un totale di 3 partite ottenendo 3 vittorie.

## Statistiche

### Doppio

#### Vittorie (5)
| Numero | Anno              | Torneo                                | Superficie  | Compagno         | Avversari in finale             | Punteggio     |
| 1.     | 28 luglio 2002    | Austrian Open, Kitzbühel              | Terra rossa | Thomas Shimada   | Lucas Arnold Ker Àlex Corretja  | 7-6, 6-4      |
| 2.     | 15 settembre 2002 | Tashkent Open, Tashkent               | Cemento     | David Adams      | Raemon Sluiter Martin Verkerk   | 6–2, 7–5      |
| 3.     | 13 gennaio 2003   | Heineken Open, Auckland               | Cemento     | David Adams      | Tomáš Cibulec Leoš Friedl       | 7-6, 3-6, 6-3 |
| 4.     | 24 agosto 2003    | TD Waterhouse Cup, Long Island        | Cemento     | Martín Rodríguez | Martin Damm Cyril Suk           | 6–3, 7–6      |
| 5.     | 22 agosto 2004    | Legg Mason Tennis Classic, Washington | Cemento     | Chris Haggard    | Travis Parrott Dmitrij Tursunov | 7-6, 6-1      |

### Doppio

#### Finali perse (6)
| Numero | Anno              | Torneo                                            | Superficie  | Compagno              | Avversari in finale               | Punteggio      |
| 1.     | 23 maggio 1999    | Internationaler Raiffeisen Grand Prix, St. Pölten | Terra rossa | Brent Haygarth        | Andrew Florent Andrej Ol'chovskij | 7-5, 4-6, 5-7  |
| 2.     | 13 febbraio 2000  | Dubai Tennis Championships, Dubai                 | Cemento     | Peter Tramacchi       | Jiří Novák David Rikl             | 2-6, 5-7       |
| 3.     | 17 settembre 2000 | Tashkent Open, Tashkent                           | Cemento     | Marius Barnard        | Justin Gimelstob Scott Humphries  | 3-6, 2-6       |
| 4.     | 23 settembre 2001 | Shanghai Open, Shanghai                           | Cemento     | John-Laffnie de Jager | Byron Black Thomas Shimada        | 2-6, 6-3, 5-7  |
| 5.     | 5 marzo 2002      | Siebel Open, San Jose                             | Cemento     | John-Laffnie de Jager | Wayne Black Kevin Ullyett         | 3-6, 6-4, 5-10 |
| 6.     | 27 aprile 2003    | Torneo Godó, Barcellona                           | Terra rossa | Chris Haggard         | Bob Bryan Mike Bryan              | 4-6, 3-6       |